# Gelber Steinklee
Der Gelbe Steinklee (Melilotus officinalis), auch Gewöhnlicher Steinklee, Echter Steinklee, (Gebräuchlicher) Steinklee oder Honigklee genannt, ist eine Pflanzenart aus der Gattung Steinklee innerhalb der Familie der Hülsenfrüchtler (Fabaceae).

## Beschreibung

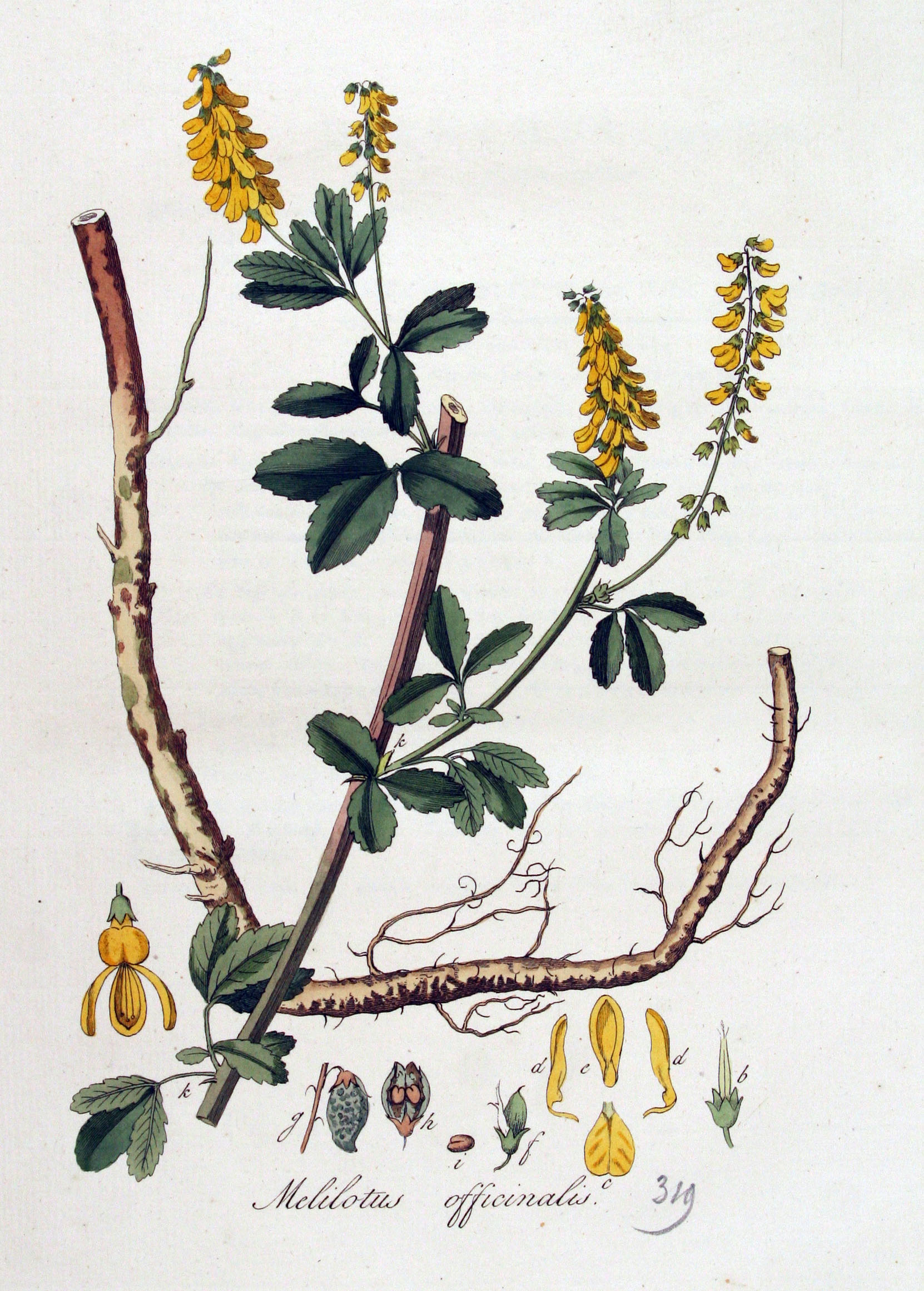
Illustration aus Flora Batava, Band 4

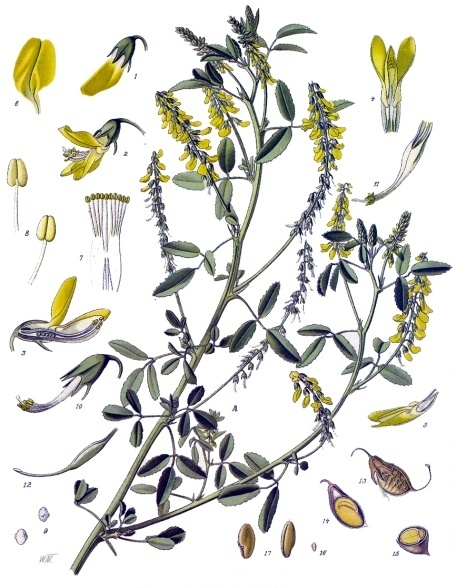
Illustration aus Köhler’s Medizinalpflanzen

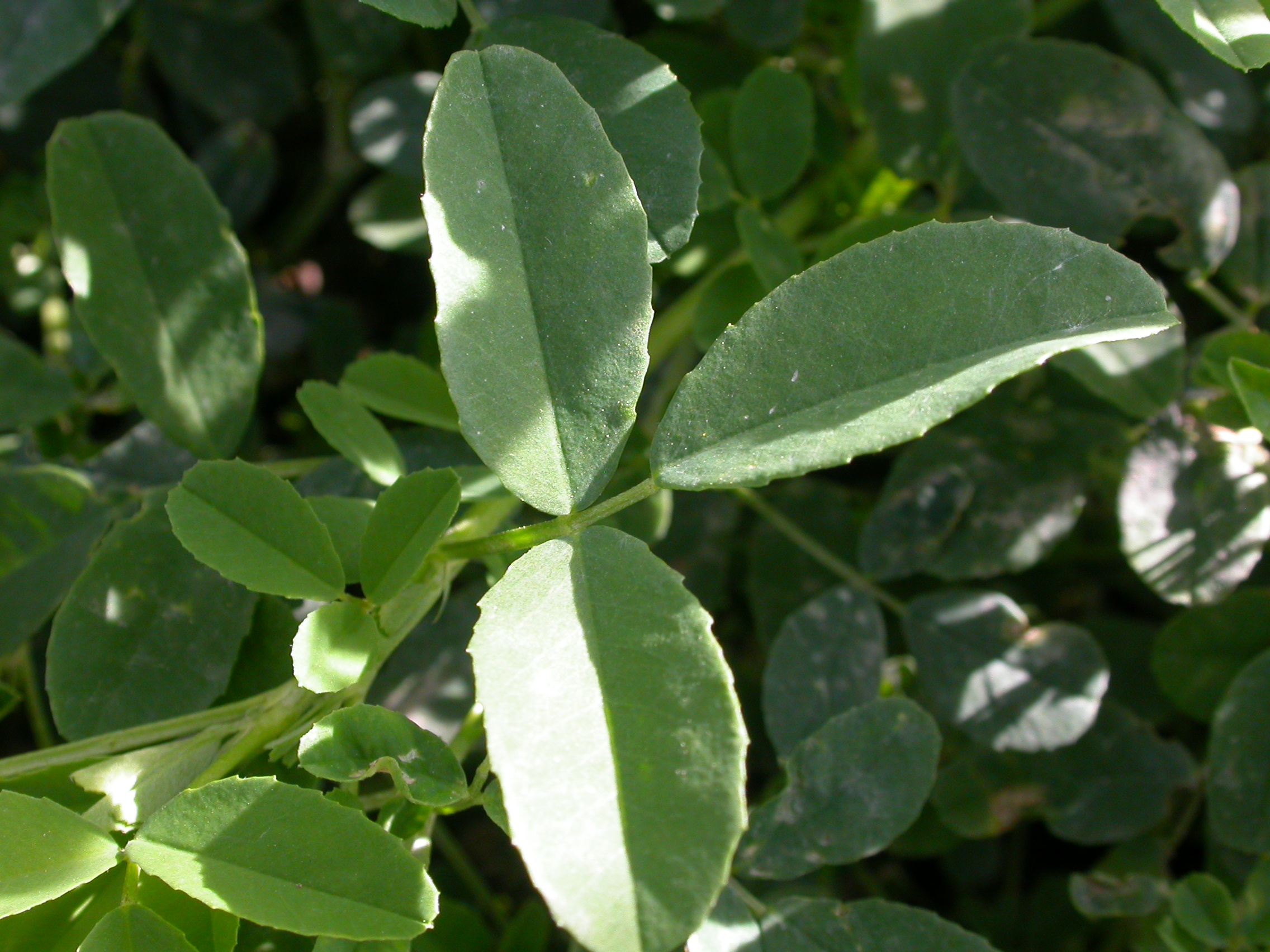
Gestieltes, dreiteiliges Laubblatt mit gestielten Fiederblättchen

### Erscheinungsbild und Blatt
Der Gelbe Steinklee ist eine zweijährige bis mehrjährige krautige Pflanze, die Wuchshöhen von 30 bis 100 (bis 200) Zentimetern erreicht. Die aufrechten und verzweigten Stängel sind überwiegend kahl und nur im oberen Bereich schwach behaart.
Die wechselständig angeordneten Laubblätter sind in Blattstiel und Blattspreite gegliedert. Die unpaarig gefiederte Blattspreite besitzt drei gestielte Fiederblättchen, von denen das mittlere deutlich länger gestielt ist als die beiden seitlichen. Auf den Fiederblättchen sind 6 bis 14 Paare Seitennerven vorhanden. Die Blattzähne sind stumpf bis spitz, aber unregelmäßig und reichen fast bis zum Grund des Blättchens. Die Nebenblätter sind bei einer Länge von 7 bis 8 Millimetern lanzettlich und meist ganzrandig.

### Blütenstand, Blüte und Frucht
Die Blütezeit reicht von Juni bis September. Die traubigen Blütenstände sind 4 bis 10 Zentimeter lang und enthalten 30 bis 70 Blüten. Die Blütenstiele sind mit einer Länge von 2 bis 3 Millimetern etwa so lang wie der Kelch. Die zwittrigen Blüten sind zygomorph und fünfzählig mit doppelter Blütenhülle. Der Kelch ist glockig. Die fünf Kronblätter sind gelb. Die 5 bis 7 Millimeter lange Blütenkrone besitzt die typische Form der Schmetterlingsblüte. Die Flügel sind länger als das Schiffchen und an der ihrer Basis mit dem Schiffchen verwachsen. Das einzige Fruchtblatt ist kahl.
Die kahlen Früchte (Übergangsformen zwischen Hülsenfrucht und Nussfrucht) sind ein- (bis zwei-)samig, sie springen nicht oder nur unvollkommen auf und sind nur 3 bis 5 Millimeter lang. Die Früchte sind querrunzelig und im reifen Zustand braun.

### Chromosomenzahl
Die Chromosomenzahl beträgt 2n = 16.

### Ähnliche Arten
Der  Hohe Steinklee (Melilotus altissimus) ist recht ähnlich, hat aber einen behaarten Fruchtknoten und eine kurz zerstreut behaarte, querfaltige Hülsenfrucht.

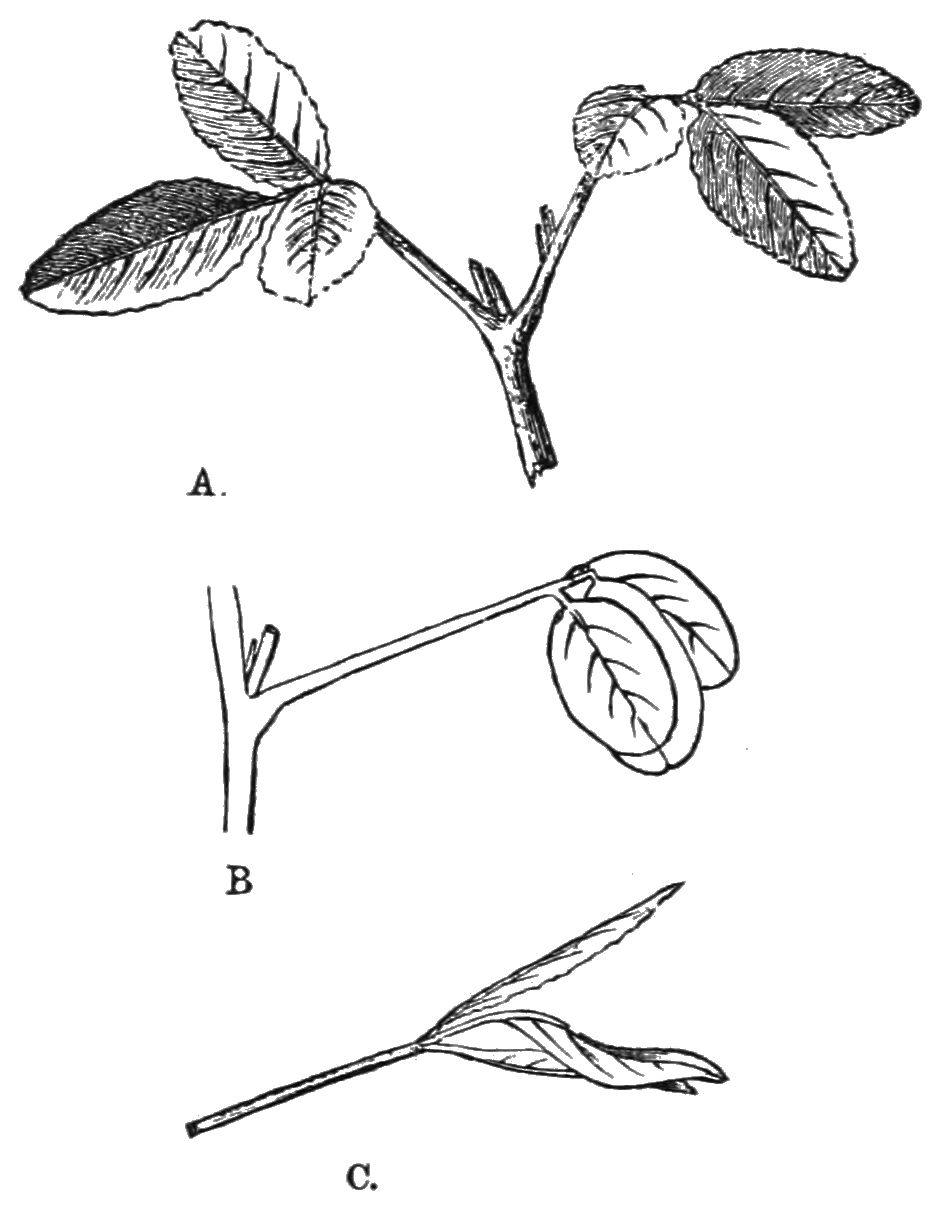
Illustration der Laubblätter in Tag- und Nachtstellung (Nyktinastie); A tags, B nachts

## Ökologie
Der Gelbe Steinklee ist ein Hemikryptophyt. Die schief aufsteigende Pfahlwurzel reicht bis zu 90 Zentimeter tief. Er hat Wurzelknöllchen mit stickstofffixierenden Bakterien. Die Pflanze ist ein Rohbodenpionier.
Seine Fiederblätter haben Blattgelenke und legen sich nachts zusammen (Nyktinastie).
Blütenökologisch handelt es sich um „Nektar führende Schmetterlingsblumen mit Klappmechanismus“. Die Kronblätter sind durch Carotinoide gelb gefärbt. Die Blüten sind sehr nektarreich und duften nach Honig. Der Gelbe Steinklee ist ein Nektar- und Pollenspender von besonderem Wert. Wegen der nur 2 Millimeter langen Kronröhre ist der Nektar auch kurzrüsseligen Insekten zugänglich. Bestäuber sind Bienen und Schwebfliegen.
Die Früchte werden durch den Wind und möglicherweise auch durch den Menschen ausgebreitet.

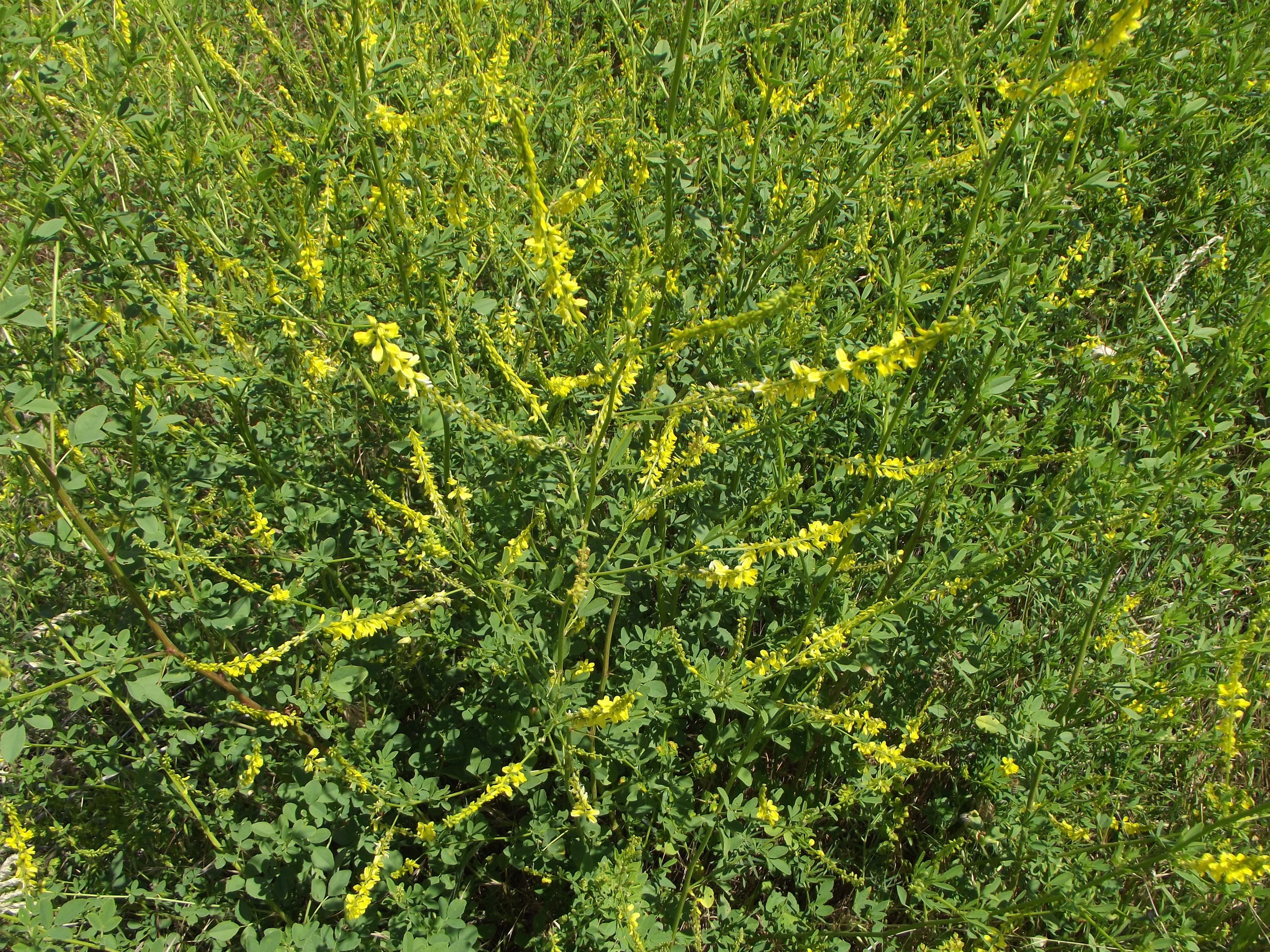
Habitus

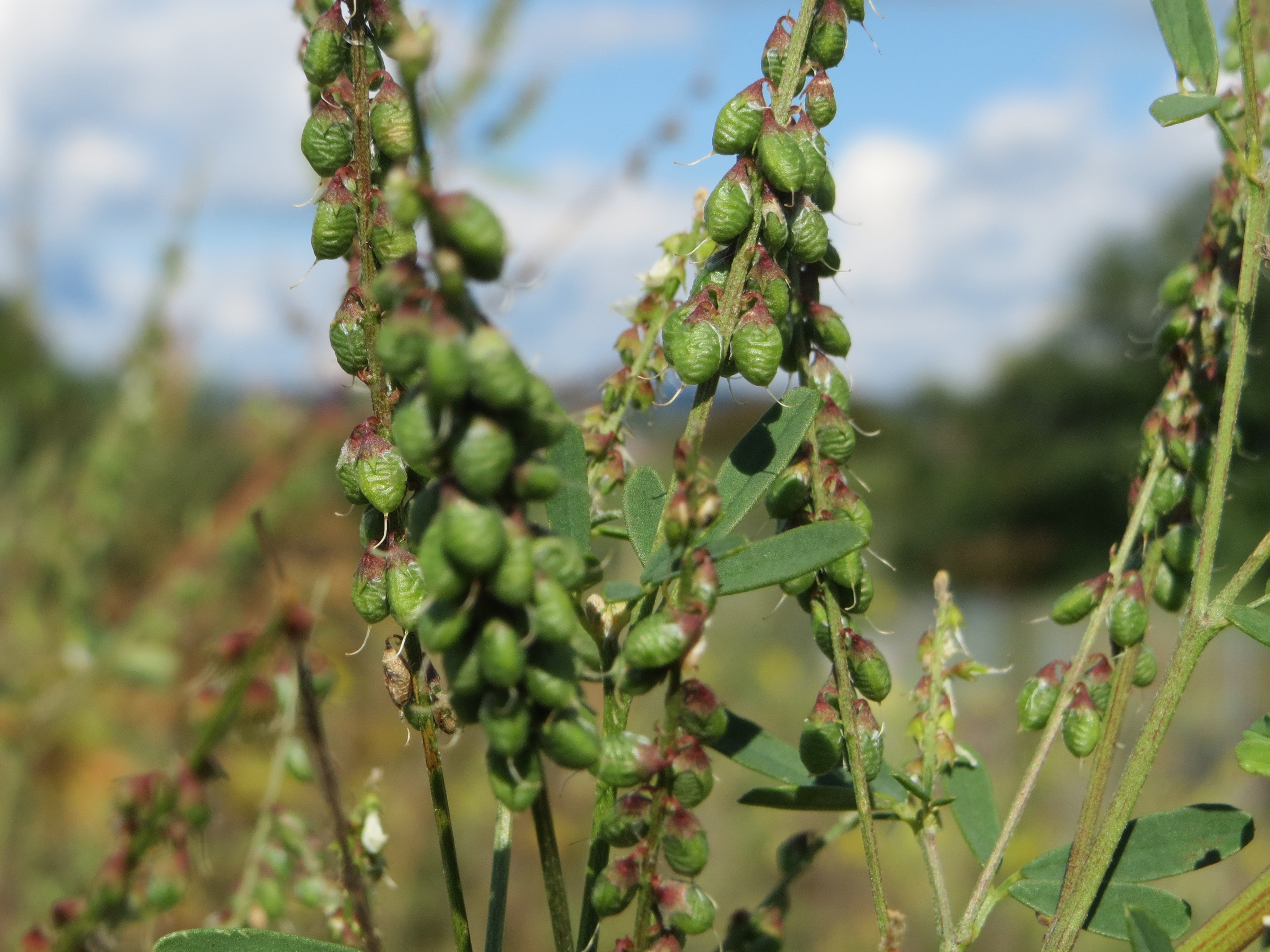
Fruchtstand

## Vorkommen
Der Gelbe Steinklee ist in Europa und Asien weitverbreitet. Er fehlt in Portugal und Island und kommt in Nordeuropa nur eingeschleppt in Norwegen, Schweden und Finnland vor. Sein Status auf den Britischen Inseln ist fraglich. Er wurde als Futterpflanze nach Nordamerika gebracht und ist auch in Afrika und Australien ein Neophyt.
Der Gelbe Steinklee wächst verbreitet in sonnigen Unkrautfluren, an Wegen, im Bahngelände, in Steinbrüchen, auf Erdanrissen, an Ufern und Schuttplätzen. Er gedeiht am besten auf basenreichen, kalkhaltigen und mäßig stickstoffarmen Böden. In Gebieten mit kalkarmem Gestein fehlt er oft. Nach Ellenberg ist er eine Lichtpflanze und ein auf stickstoffarmen Standorten wachsender Trockniszeiger. Er ist eine Ordnungscharakterart wärmebedürftiger und Trockenheit ertragender, zweijähriger bis ausdauernder Ruderalfluren (Onopordetalia acanthii). Er ist aber in Deutschland eine Charakterart des Echio-Melilotetum im Dauco-Melilotion-Verband, kommt aber auch in Gesellschaften der Verbände Convolvulo-Agropyrion oder Caucalidion vor. Der Gelbe Steinklee steigt in den Alpen bis in Höhenlagen von 1700 bzw. 2000 Metern auf.
Die ökologischen Zeigerwerte nach Landolt et al. 2010 sind in der Schweiz: Feuchtezahl F = 3w (mäßig feucht aber mäßig wechselnd), Lichtzahl L = 4 (hell), Reaktionszahl R = 4 (neutral bis basisch), Temperaturzahl T = 4+ (warm-kollin), Nährstoffzahl N = 3 (mäßig nährstoffarm bis mäßig nährstoffreich), Kontinentalitätszahl K = 3 (subozeanisch bis subkontinental).

## Taxonomie
Der Gelbe Steinklee wurde 1753 von Carl von Linné in Species Plantarum Band 2, Seite 765 als Trifolium officinale erstbeschrieben. Die Art wurde 1779 von Jean-Baptiste de Lamarck in Flore Françoise Band 2 Seite 594 als Melilotus officinalis (L.) Lam. in die Gattung Melilotus gestellt.

## Inhaltsstoffe
Das im Gelben Steinklee enthaltene Kumarin verleiht ihm einen angenehmen Heuduft. Er ist als Herba Meliloti citrini offizinell und wird auch manchmal angebaut. In der Volksmedizin wird der Gelbe Steinklee als schmerzstillendes Mittel bei Wunden verwendet. Schon Theophrastos von Eresos und Hippokrates von Kos kannten die Heilkraft des Gelben Steinklees.

## Nutzung
Die Blüten des im Mittelalter unter anderem als melilotum und „Königskrone“ bezeichneten Steinklees – flores meliloti genannt – wurden im Mittelalter als Arzneimittelzutat eingesetzt.

## Bilder

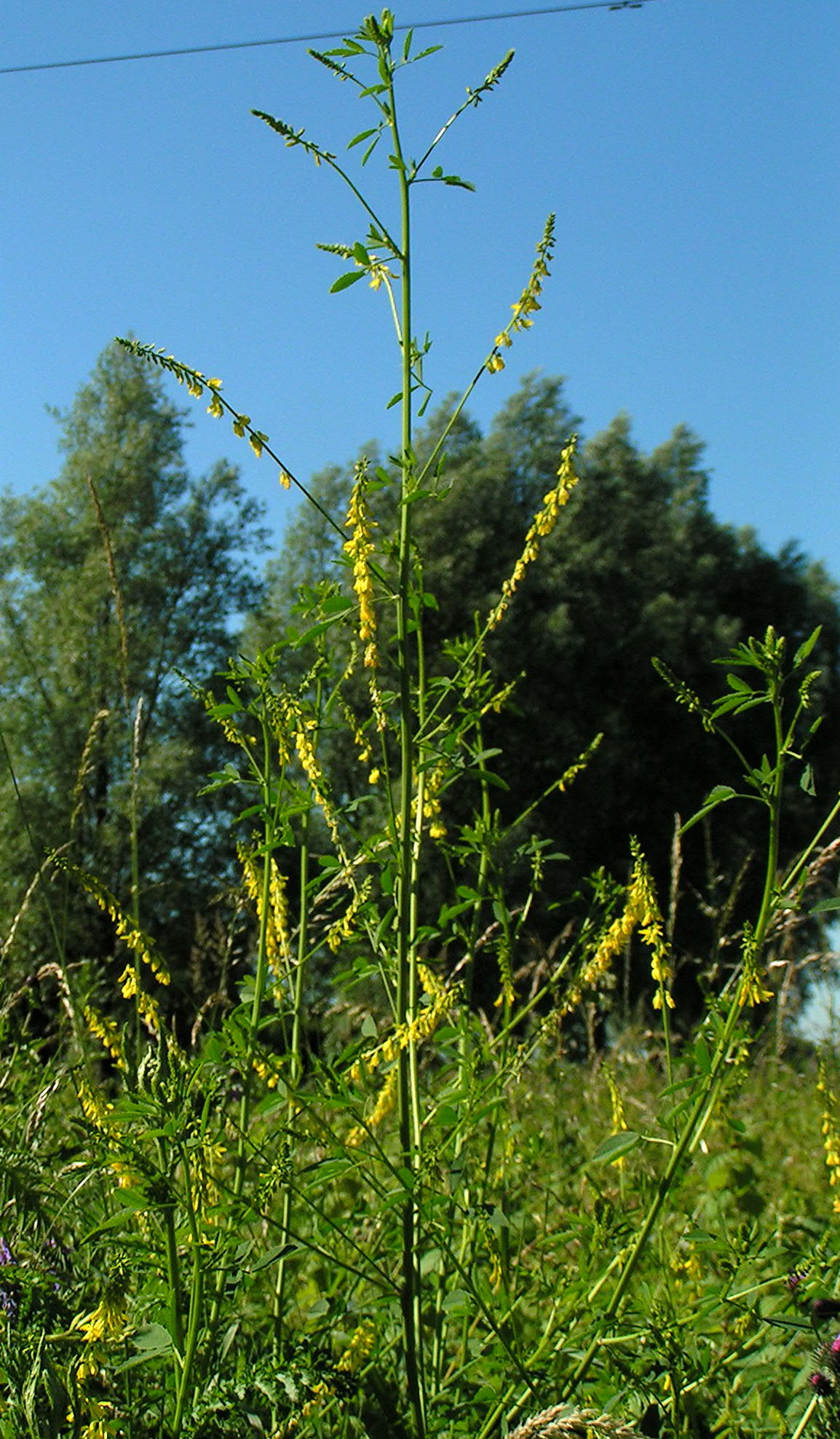
Habitus
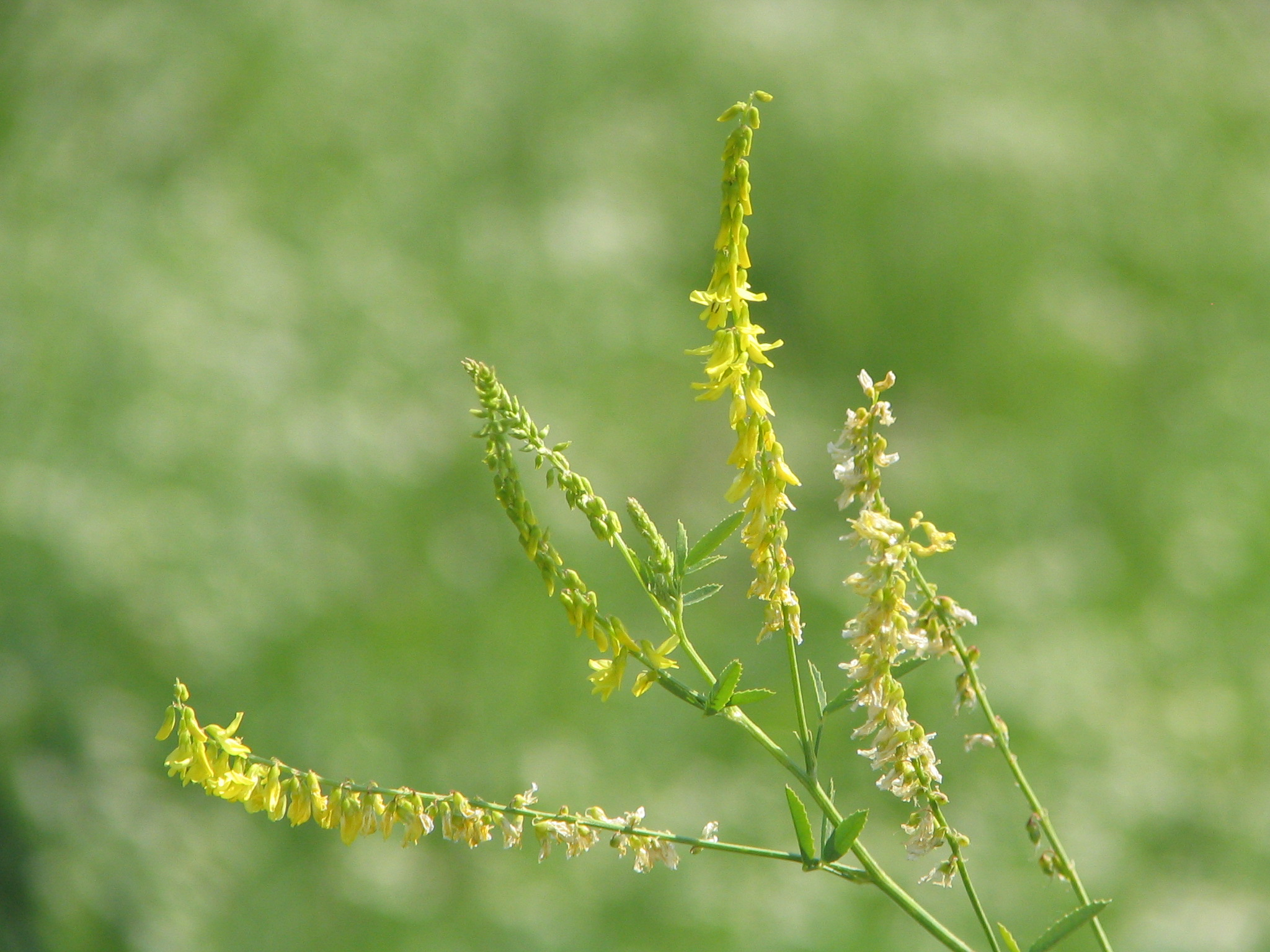
Blütenstand
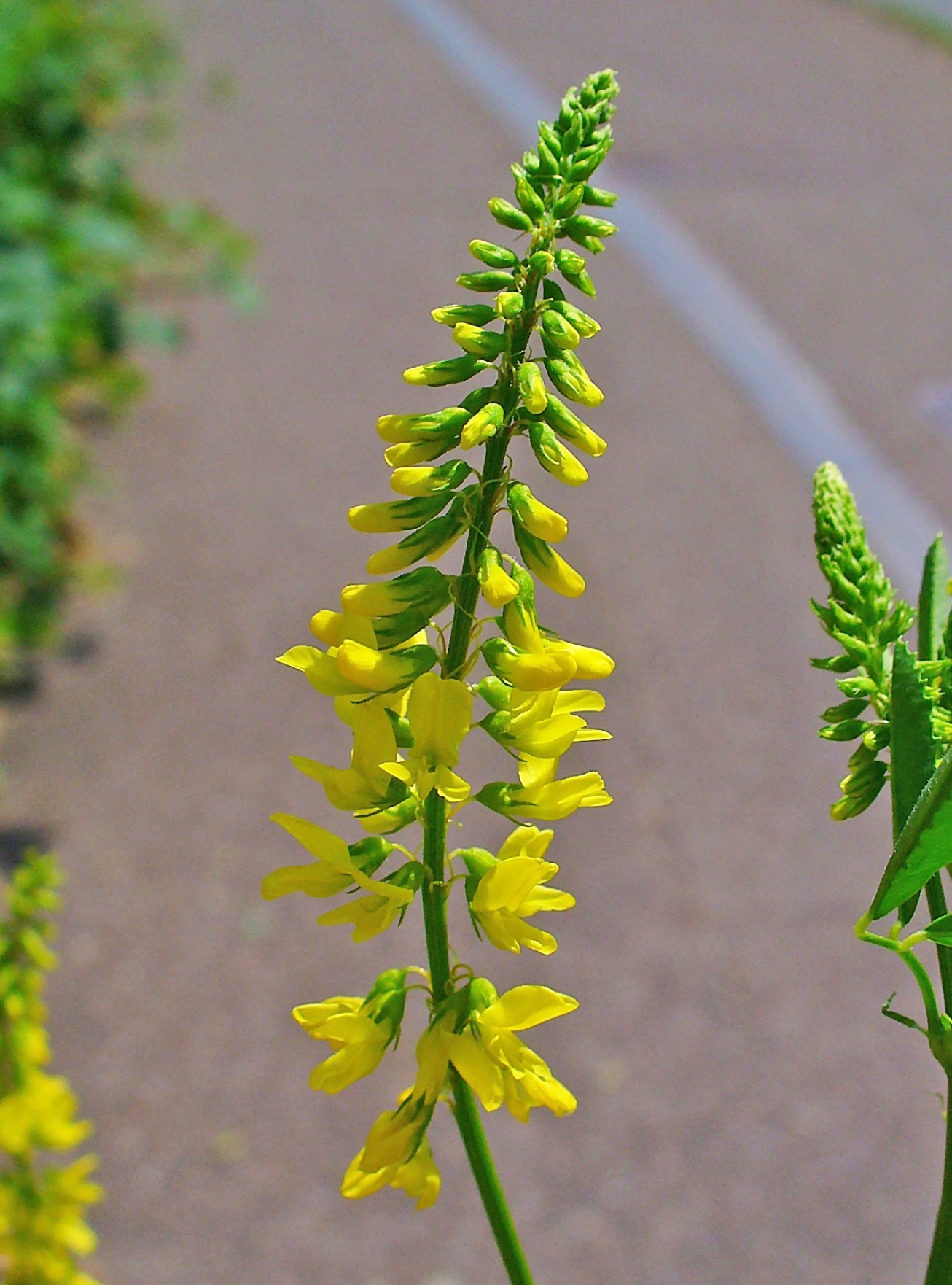
Traubiger Blütenstand
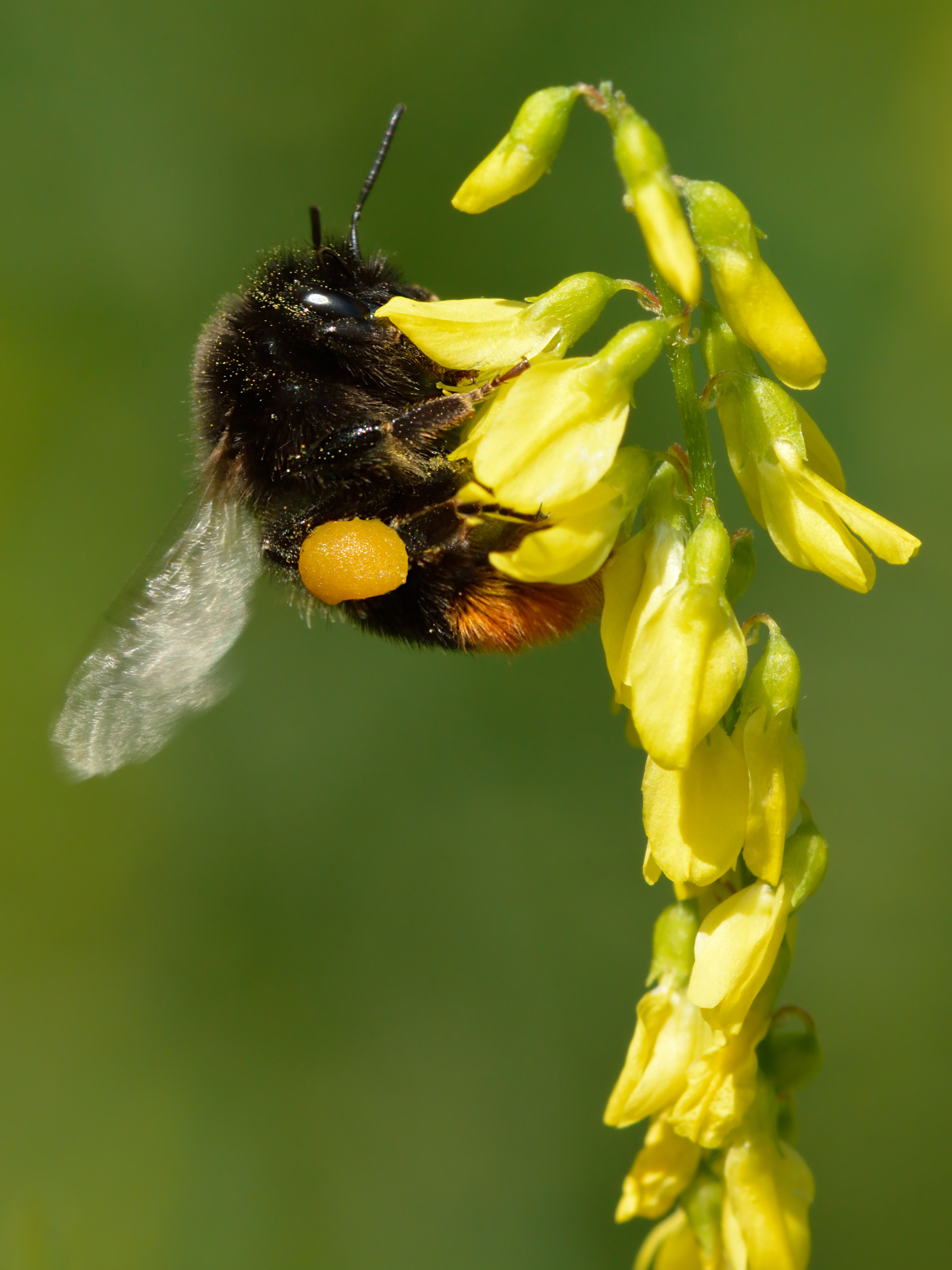
Blütenbesuch durch Bombus lapidarius